# بیل اوریلی
بیل اوریلی (انگلیسی: Bill O'Reilly; ۲۰ دسامبر ۱۹۰۵ – ۶ اکتبر ۱۹۹۲) یک بازیکن کریکت اهل استرالیا بود.
ویلیام جوزف اوریلی یک کریکت استرالیایی بود که به عنوان یکی از بزرگترین تعقیب کنندگان تاریخ بازی شناخته شد. پس از بازنشستگی از بازی، او به نویسنده مشهور کریکت تبدیل شد.